# Солоново
Солоново (рос. Солоново) — присілок в Псковському районі Псковської області Російської Федерації.
Населення становить 97 осіб. Входить до складу муніципального утворення Писковицька волость.

## Історія
Від 2015 року входить до складу муніципального утворення Писковицька волость.

## Населення
| 2001 | 2002 | 2010 | 2012 |
| ---- | ---- | ---- | ---- |
| 67   | ↗69  | ↗86  | ↗97  |